# Juliet, Naked
Pour le film, voir Juliet, Naked (film).

Juliet, Naked (titre original : Juliet, Naked), publié en 2009, est le septième roman de l'auteur britannique Nick Hornby. Il a été comparé par les critiques à son second roman, Haute Fidélité.

## Résumé
Le roman est centré sur un couple de quadragénaires, Annie et Duncan, et l’obsession de ce dernier pour le chanteur-compositeur fictif Tucker Crowe. La sortie de Juliet, Naked, démo plus que médiocre de l’album le plus célèbre de Tucker, va provoquer une rupture dans le couple, et amener Annie à entamer une correspondance avec l’artiste.